# له‌وه‌لاک، آلاسکا
له‌وه‌لاک (به انگلیسی: Levelock) شهری در بخش لیک اند پنینسولا، آلاسکا ایالت آلاسکا است که جمعیت آن در سرشماری سال ۲۰۰۰ میلادی ۱۲۲ نفر بوده‌است.